# Municipio de Hultsfred
El municipio de Hultsfred (en sueco: Hultsfreds kommun) es un municipio en la provincia de Kalmar, al sur de Suecia. Su sede se encuentra en la ciudad de Hultsfred. El municipio actual se formó en 1971, cuando la ciudad de mercado (köping) de Hultsfred (instituida en 1927) se fusionó con varios municipios circundantes.

## Localidades
Hay 8 áreas urbanas (tätort) en el municipio:
| # | Tätort      | Población |
| - | ----------- | --------- |
| 1 | Hultsfred   | 5,305     |
| 2 | Virserum    | 1,847     |
| 3 | Målilla     | 1,605     |
| 4 | Mörlunda    | 956       |
| 5 | Silverdalen | 791       |
| 6 | Järnforsen  | 539       |
| 7 | Vena        | 380       |
| 8 | Rosenfors   | 308       |

## Ciudades hermanas
Hultsfred está hermanado o tiene tratado de cooperación con:
- Rumia, Polania